# Provincia de Awa (Tokushima)
La provincia de Awa (阿波国 Awa-no kuni?) fue una antigua provincia de Japón en el área que hoy es parte de la prefectura de Tokushima en Shikoku. Awa estaba delimitada por las provincias de Tosa, Sanuki e Iyo. Algunas veces fue llamada Ashū (阿州?) .

## Distritos históricos
- Prefectura de Tokushima
  - Distrito Awa (阿波郡) - disuelto
  - Distrito Itano (板野郡)
  - Distrito Kaifu (海部郡)
  - Distrito Katsuura (勝浦郡)
  - Distrito Mima (美馬郡)
  - Distrito Miyoshi (三好郡)
  - Distrito Myōdō (名東郡)
  - Distrito Myōzai (名西郡)
  - Distrito Naka (那賀郡)
  - Distrito Ōe (麻植郡) - disuelto